# Benny Benassi
Benny Benassi, egentligen Marco Benassi, född 13 juli 1967 i Milano, är en italiensk DJ, artist och remixare som också är känd som ena halvan av DJ-duon Benassi Bros med sin kusin Alle Benassi (egentligen Allessandro Benassi). Han gör musik inom housegenren och slog igenom internationellt med låten Satisfaction.
Benassis stora genombrott kom 2002 när Ministry of Sound släppte en ny musikvideo till låten Satisfaction, med lättklädda modeller som använder elektriska verktyg som slip- och borrmaskiner. Den ersatte den tidigare videon med fyra beigeklädda, nästan stillastående personer, och blev också mycket mer populär. Singeln nådde som bäst andraplatsen på den brittiska försäljningslistan.
Ljudbilden i Satisfaction, som domineras av en hård dynamisk komprimering där bastrumman överröstar de andra instrumenten, har blivit något av Benassis signatur och känns igen i de flesta av hans låtar.
Benassi ingår i gruppen The Biz tillsammans med Paul French, Violeta och kusinen Alle Benassi. Benassi har också, ofta tillsammans med sin kusin, samarbetat med bland andra Dhany och Sandy.

## Diskografi

### Album
- Hypnotica (2003)
- DJ Set 1 (2003)
- Pumphonia (2004)
- Re-Sfaction (2004)
- Subliminal Session, Vol. 6 (2004)
- Re-Sfaction 2 (2005)
- …Phobia (2005)
- Gallery Session (2005)
- Cooking For Pump-Kin Phase One (2005)
- Best of Benny Benassi (2006)
- Best of Benassi Bros. (2006)
- Cooking For Pump-Kin: Special Menu (2007)

### Singlar

#### KMC
- Somebody to Touch Me (med Dhany; 1995)
- Street Life (med Dhany; 1996)
- I Feel So Fine (med Dhany; 2002)
- Get Better (med Sandy; 2003)

#### Benny Bee
- Stone Fox Chase/Funky Harmonica (1998)
- Life is Life (1998)

#### The Biz/Benny Benassi presents The Biz
- Satisfaction (2003)
- Able to Love (2003)
- No Matter What You Do (2003)
- Love Is Gonna Save Us (2003)
- Stop & Go (2005)

#### Benassi Bros.
- Don’t Touch Too Much (med Paul French; 2003)
- I Love My Sex (med Violeta; 2003)
- Illusion (med Sandy; 2004)
- Rumenian (med Violeta; 2004)
- Hit My Heart (med Dhany; 2004)
- Memory of Love (med Paul French; 2004)
- Make Me Feel (med Dhany; 2005)
- Every Single Day (med Dhany; 2005)
- Rocket in the Sky (med Dhany; 2005)
- Feel Alive (med Sandy; 2006)

#### Benny Benassi
- Who’s Your Daddy? (2005)

#### Remixer
- "Everybody everybody" - Black Box
- "Bring the Noise" - Benny Benassi (2007)
- 24 Soundtrack - FOX TV
- "Teo & Tea" - J.M. Jarre
- "Bombs" - Faithless
- "Girls of Summer" - Underdog Project
- "Sex'n'money" - Paul Oakenfold ft. Pharrell Williams
- "Jagger 67" - Infadels
- "In love with myself" - David Guetta
- "Unconditional" - The Bravery
- "Beautiful" - Moby
- "Oh la la" - Goldfrapp
- "Never Win" - Fischer Spooner
- "Someone like you" - Etienne de Crecy
- "Ready 2 wear" - Felix da Housecat
- "Funk a faction" - Robbie Rivera
- "Strict machine" - Goldfrapp
- "Ghetto Musick" - Outkast
- "Dance commander" - Electric Six
- "Loneliness" - Tomcraft
- "J'ai pas 20 ans" - Alizée
- "I'm alive" - Sonique
- "No no no" - Ann Lee
- "Tu es foutu" - In-Grid
- "In-Tango" - In-Grid
- "Natural Woman" - Gambafreaks
- "Still Alive" - Lisa Miskovsky
- "I Will Be Here" - Tiësto
- "My Heart Is Refusing Me" - Loreen